# Dash (criptomoeda)
Dash (Formalmente conhecida como DarkCoin e Xcoin) é uma criptomoeda peer-to-peer de código aberto,desenvolvida pelo programador Ryan Taylor, que segue o modelo de Organização Autônoma Descentralizada e se trata de uma bifurcação do software do Bitcoin, sendo assim também conhecida como uma altcoin. Dentre seus objetivos estão a garantia da privacidade, confirmação de transação de forma instantânea, proteção contra o problema de gasto duplo, anonimato igual ao do dinheiro físico, estrutura de Autogoverno e Autofinanciamento baseado em nós mestre incentivados.
Dash é a primeira altcoin a implementar uma rede de dois níveis descentralizada baseada em nós mestre.
O nome Dash vem do amálgama de "Digital Cash".

## Especificações
- O Primeiro bloco foi minerado em 18 de janeiro de 2014.
- Não possui a prática de Pré-Mineração.
- Utiliza o algoritmo de hash X11, é possível minerar através de CPU, GPU ou ASIC.
- Um bloco minerado a cada 2.6 minutos, possuem tamanho de 2 MegaBytes por bloco, aproximadamente 56 transações por segundo
- A premiação por Bloco reduz em 7.14% ao ano.
- Utiliza o algoritmo Dark Gravity Wave de ajuste à dificuldade.
- Cerca de 17.5 milhões de fornecimento circulante da moeda.
- Rede descentralizada de dois níveis baseada em nós mestre
- Utiliza PrivateSend para garantir um anonimato superior.
- Utiliza InstantSend para realizar transações de forma instantânea.
- Governança descentralizada por Blockchain permite que os donos de nós mestre votem em propostas de despesas e decisões que afetam a moeda.[5]

## Nós Mestre (Masternodes)
Além da tradicional Prova de Trabalho para minerar Dash, os usuários são premiados por rodar e manter servidores especiais chamados de nós mestre. Utilizando uma rede de dois níveis, Dash possui funcionalidades exclusivas, graças ao modelo descentralizado de nós mestre. Esses nós são utilizados para viabilizar as funcionalidades de PrivateSend, InstantSend, e de governança e sistemas de tesouraria. Existe também uma forma de premiar os usuário que mantem esses nós, onde 45% da premiação de um bloco minerado é alocado para pagar a rede de hospedeiros desses nós.
A existência de nós mestre permitem os seguintes serviços:
- InstantSend: Tipo de transação quase que instantâneas que possui um tempo de confirmação da transação em aproximadamente 1.3 segundos.[7]
- PrivateSend: Permite que os usuários realizem transações de forma anônima, mantendo a fonte da transação na Blockchain mais disfarçada.[7]
- Governança e Tesouraria: Permite que seus clientes possam tomar decisões sobre os projetos propostos voltada no desenvolvimento da moeda, onde 10% da premiação por minerar um novo bloco é dedicada a esses projetos.[6]

Os donos desses nós devem possuir pelo menos 1000 moedas Dash e devem provar este marco enviando para a rede uma mensagem assinada para que possam se tornar um nó mestre. Essas moedas podem ser movimentadas a qualquer momento, porém mover elas podem fazer com que o nó mestre criado perca sua posição de recompensa na fila de nós. Possuir um nó mestre dará ao seu dono o direito de voto sobre os projetos propostos que influenciam no futuro do Dash. Cada nó mestre tem direito a 1 (um) voto sobre cada projeto.
Nós mestre custam dinheiro e esforço para serem hospedados, então seus donos recebem uma porcentagem do bloco minerado como incentivo, porém todo ano uma porcentagem dessa recompensa é reduzida.

## PrivateSend
PrivateSend é uma funcionalidade da moeda Dash que provê privacidade financeira, escondendo as origens monetárias de uma transação. A tecnologia por trás dessa funcionalidade permite que uma transação de valor semelhante a outras duas transações de outros usuários possam ser misturadas, formando uma única transação com a capacidade de esconder o endereço de origem das várias transações que compõem essa mistura e ainda assim possibilitando que cada usuário envolvido tenha total controle sobre suas moedas.
Passo a passo do processo de transação usando PrivateSend:
- Processo se inicia repartindo a quantia que se deseja adicionar em uma transação em diferentes partes predeterminadas pelo protocolo Dash, que podem ser 0.01 DASH, 0.1 DASH, 1 DASH ou 10 DASH, se assemelhando ao dinheiro físico utilizado diariamente.[9]
- Em seguida, a carteira do usuário envia uma mensagem, de forma anônima aos nós mestres conectados na rede, informando que a mesma deseja misturar uma quantia de um tipo de parte de Dash.[9]
- Quando dois outros usuários enviam mensagens parecidas, informando que desejam misturar quantias do mesmo tipo de parte de Dash, uma sessão de mistura é iniciada. O nó mestre escolhido executa a mistura dessas partes e instrui as respectivas carteiras de origem dos três usuários a se pagarem uma nova quantia agora com uma camada anônima extra. A carteira realiza então o pagamento a ela mesma utilizando agora um endereço modificado, já proveniente da rodada de mistura de endereços.[8]
- Para garantir o anonimato sobre a origem monetária de todo o dinheiro de um usuário, o protocolo recomenda que a carteira repita o processo de mistura para cada tipo de parte de Dash de 2 a 8 vezes. Cada vez que uma rodada de mistura é executada sobre os fundos de um usuário, o PrivateSend torna mais difícil o processo de rastreamento da origem desses fundos.[9]
- O processo das rodadas de mistura acontece em segundo plano, sem a necessidade de intervenção do usuário. Quando o mesmo desejar realizar uma transação, os fundos já devem estar anônimos e nenhuma espera adicional é necessária.[9]

Nós mestre não possuem acesso aos fundos do usuário em nenhum momento, eles apenas funcionam como um nó intermediário propagando a requisição de um usuário que deseja misturar partes de Dash e realizando o processo de mistura quando requisições compatíveis são encontradas. Assim o sistema promete confiança e segurança no processo.
PrivateSend inicialmente é limitado a 1000 mudanças de endereço por usuário, podendo criar mais se o usuários possuir a opção de backup automático da carteira ativada em sua carteira de Dash.

## InstantSend
Normalmente as criptomoedas descentralizadas precisam esperar um tempo considerável para garantir que os blocos na blockchain foram aceitos para de fato saber se uma transição foi aceita por toda a rede, ou seja, que não se trata de uma fraude de gasto duplo, e que a mesma não possa ser revertida. Este processo costuma tomar um tempo considerável quando se trata de transações financeiras de qualquer valor, levando entre 15 minutos a 1 hora de validação para que 6 blocos completos sejam adicionados à blockchain, garantindo a confiabilidade e aceitação da transação. Para sanar este tempo de espera outras moedas criam uma centralização de autoridade na rede em vários níveis, que possibilita validações de transições mais rápidas.
InstantSend é uma funcionalidade da moeda Dash que permite envio de moedas de forma quase que instantânea em menos de 1 segundo. Isso é possível devido à sua rede de nós mestre de duas camadas. Os nós mestres podem ser chamados para formar um quórum de votação, de 10 nós por entrada de uma transação, para verificar se uma transação enviada é válida ou não. Eles examinam as entradas de uma transação e se uma maioria de pelo menos 6 nós confirmarem as entradas desta transação como válida, eles aceitam a transação. Sendo uma transação válida, os nós mestres “bloquearão” as entradas da transação e transmitirão essas informações para a rede, prometendo efetivamente que a transação será incluída em blocos minerados subsequentemente e não permitindo nenhum outro gasto dessas entradas durante o período de confirmação. Esse processo se difere das entradas usadas em transações normais, que podem ser gastas após apenas uma confirmação, independentemente de o Dash ter sido recebido usando o InstantSend ou não. Transações usando InstantSend pagam uma taxa mais alta, segundo a tabela de taxas do Dash.
A funcionalidade InstantSend permite que criptomoedas como o Dash concorram com sistemas de transação quase instantâneos, como cartões de crédito para situações de ponto de venda, sem depender de uma autoridade centralizada. A aceitação generalizada do Dash e do InstantSend pode revolucionar o cenário das criptomoedas, encurtando o atraso na confirmação de transações de algumas moedas, que chega a uma hora para apenas alguns segundos.

## Algoritmo de Hash X11
O Algoritmo X11 é um algoritmo de hashing de uso amplo, criado pelo desenvolvedor do Dash, Evan Duffield. O algoritmo de hashing encadeado do X11 utiliza uma sequência de onze algoritmos de hashing científico focados em prova de trabalho, objetivando que a distribuição do processamento seja justa e as moedas sejam distribuídas da mesma maneira que as do Bitcoin eram originalmente. O X11 pretendia tornar os ASICs muito mais difíceis de serem criadas, dando à moeda muito tempo para se desenvolver antes que a centralização da mineração se tornasse uma ameaça à moeda. Esta abordagem foi amplamente bem sucedida, se tornando inclusive mais complexa que a SHA-256, a partir do início de 2016, os ASICs para o X11 agora existem e representam uma porção significativa da taxa de hash da rede de mineração, mas não resultaram no mesmo nível de centralização presente na rede do Bitcoin.
Este algoritmo foi parcialmente inspirado pela abordagem hashing encadeada de Quark, adicionando mais “profundidade” e complexidade, aumentando o número de funções de hashing para 11 diferentes (blake, bmw, groestl, jh, keccak, meada, luffa, cubehash, shavite, simd, eco), se diferenciando da estratégia de Quark, que escolhe aleatoriamente as funções.
O X11 possui uma maior complexidade e sofisticação, fornecendo níveis aprimorados de segurança e menos incerteza para uma moeda digital, em comparação a soluções baseadas em prova de trabalho com um único hash que não estão protegidas contra riscos de segurança, como PUF (Ponto Único de Falha). Por exemplo, um possível avanço da computação, mas não provável, que “quebra” o hash SHA-256 poderia colocar em risco toda a rede do Bitcoin até que a rede passasse por um hard fork que migrasse a arquitetura da moeda para outro hash criptográfico. No caso de um avanço computacional semelhante, uma moeda digital usando o algoritmo X11 de prova de trabalho continuaria a funcionar com segurança, a menos que todos os 11 hashes fossem quebrados simultaneamente. Mesmo se alguns dos 11 hashes se provassem não confiáveis, um aviso em massa seria espalhado para todas as moedas utilizando X11 para tomar medidas e substituir os hashes problemáticos por outros algoritmos hash mais confiáveis.
Evan Duffield, o criador do Dash e do X11, escreveu em várias ocasiões que o X11 não foi integrado ao Dash com a intenção de impedir que os fabricantes de ASIC criem ASICs para o X11 no futuro, mas sim fornecer um caminho migratório similar ao do Bitcoin que caminhou desde CPUs migrando para GPUs e por fim ASICs.